# رودخانه پیه‌یوکی
رودخانه پیه‌یوکی (انگلیسی: Pyhäjoki) شهره به رود مقدس رودخانه ای در اوستروبوتنیای شمالی است. طول آن ۱۶۶ کیلومتر است و در شهر پیه‌یوکی در خلیج بوتنی به دریای بالتیک می‌ریزد.
این رودخانه دارای جریان سریع است و برای دسته الوارهای شناور استفاده می‌شود. اگرچه از رودخانه‌های دیگر نیز برای انداختن الوار استفاده می‌شد، اما مانند دیگر رودخانه‌های کوتاه منطقه، نمی‌توانست صنعت بزرگ چوب‌برداری را در دهانه خود پشتیبانی کند. در سال ۱۹۷۹، هنوز ماهی قزل آلا در رودخانه وجود داشت، اما تعداد آنها کاهش یافت و در سال ۱۹۹۳ رودخانه در برنامه اقدام ماهی قزل آلا (SAP) قرار گرفت، که در چارچوب آن بچه ماهی از تورنیو آورده شد.
پیه‌ به معنای «مقدس» از بت‌پرستی فنلاندی سرچشمه می‌گیرد.